# 高入道

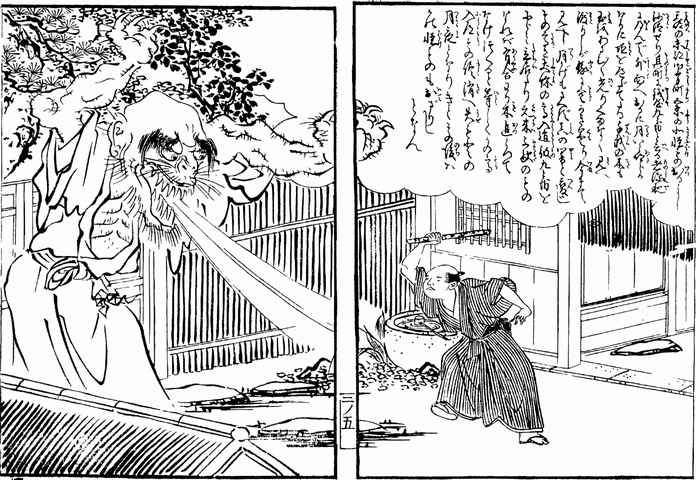
速水春曉齋・畫『繪本小夜時雨』「御幸町之怪異」的高入道

高入道（たかにゅうどう）是日本四国、近畿地方傳說的妖怪。

## 概要
主要流傳在德島縣、香川縣以及兵庫縣。
在兵庫，出現在造酒場的小路。突然出現在人前，此時若往上看，妖怪會越長越高，變成巨人，是和見越入道有同樣特徵的妖怪，一說是和名稱類似的高坊主是同一種妖怪。
遭遇之際，若是在兵庫，需以尺，1尺、2尺、3尺的量自己的身高，才會消失。在香川，則不能向上看，需口唸「你輸了、我已見越」並行禮，就會消失、在德島，也同樣口唸「我已見越、我已見越」，就會消失。
根據江戶時代的『繪本小夜時雨』「御幸町之怪異」，天明時代末期，京都御幸町出現身長約1丈的高入道，遭遇的人不斷投擲木片才消失。
正體據說是狸、狐、水獺、鱉等生物变化 (日本)而來。

## 脚注
1. 1 2  速水春暁斎「絵本小夜時雨」『百鬼繚乱 - 江戸怪談・妖怪絵本集成』近藤瑞木編、国書刊行会、2002年、114-115頁。ISBN 978-4-336-04447-1
2. 1 2 3 4  今野円輔『日本怪談集 妖怪篇』上、中央公論新社〈中公文庫〉、2004年、37-38頁。ISBN 978-4-12-204385-5
3. 1 2 3  民俗学研究所編著『綜合日本民俗語彙』第2巻、柳田國男監修、平凡社、1955年
4. 1 2 3  山田良隆「タカニュードー」『民間伝承』4巻3号、民間伝承の会、1938年12月
5. ↑  柳田國男「妖怪名彙」『民間伝承』第4巻第1号、民間伝承の会、1938年9月
6. ↑  江馬務『日本妖怪変化史』中央公論新社〈中公文庫〉、2004年、37頁。ISBN 978-4-12-204384-8

## 關連項目
- 見越入道